# Dalbergia ovata
Dalbergia ovata är en ärtväxtart som beskrevs av George Bentham. Dalbergia ovata ingår i släktet Dalbergia, och familjen ärtväxter. IUCN kategoriserar arten globalt som livskraftig.

## Underarter
Arten delas in i följande underarter:
- D. o. glomeriflora
- D. o. ovata
- D. o. puberula